# Agylla subochrea
Agylla subochrea là một loài bướm đêm thuộc phân họ Arctiinae, họ Erebidae.